# 1966 في العراق
فيما يلي قوائم الأحداث التي وقعت خلال عام 1966 في العراق.

## سياسة

### تعيين في المنصب
- 16 أبريل – عبد الرحمن عارف رئيس العراق.
- 9 أغسطس – ناجي طالب رئيس وزراء العراق.

### انتهاء فترة المنصب
- 13 أبريل – عبد السلام عارف رئيس العراق.

## مواليد

### يناير
- 1 يناير – جنان العاني مصورة أيرلندية.
- 1 يناير – رضا العبد الله موسيقي عراقي.
- 1 يناير – صهيب الراوي
- 1 يناير – عدنان الزرفي سياسي عراقي.
- 1 يناير – فاضل برواري

### مارس
- 2 مارس – رافع العيساوي سياسي عراقي.

### مايو
- 17 مايو – قصي صدام حسين سياسي عراقي.

### يوليو
- 1 يوليو – حبيب جعفر لاعب كرة قدم عراقي.

### أغسطس
- 11 أغسطس – راضي شنيشل لاعب كرة قدم عراقي.

### سبتمبر
- 21 سبتمبر – نيجيرفان بارزاني سياسي كردي.

## وفيات

### يناير
- 1 يناير – محمد علي كمال الدين (مواليد 1900) صحفي وتربوي وكاتب عراقي.

### أبريل
- 13 أبريل – عبد السلام عارف (مواليد 1921) سياسي عراقي.